# Vilmos Zsolnay

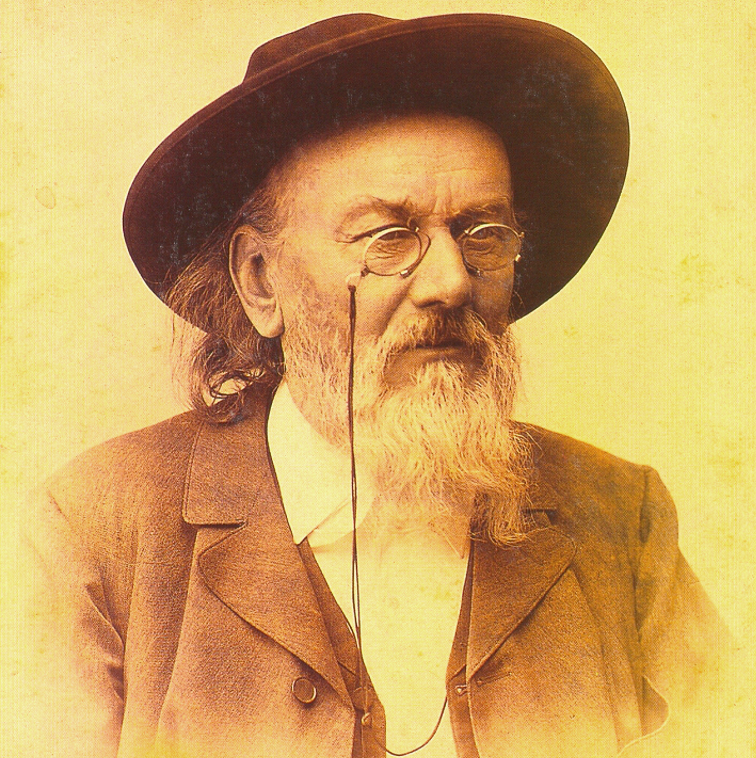
Vilmos, Zsolnay, 1890s

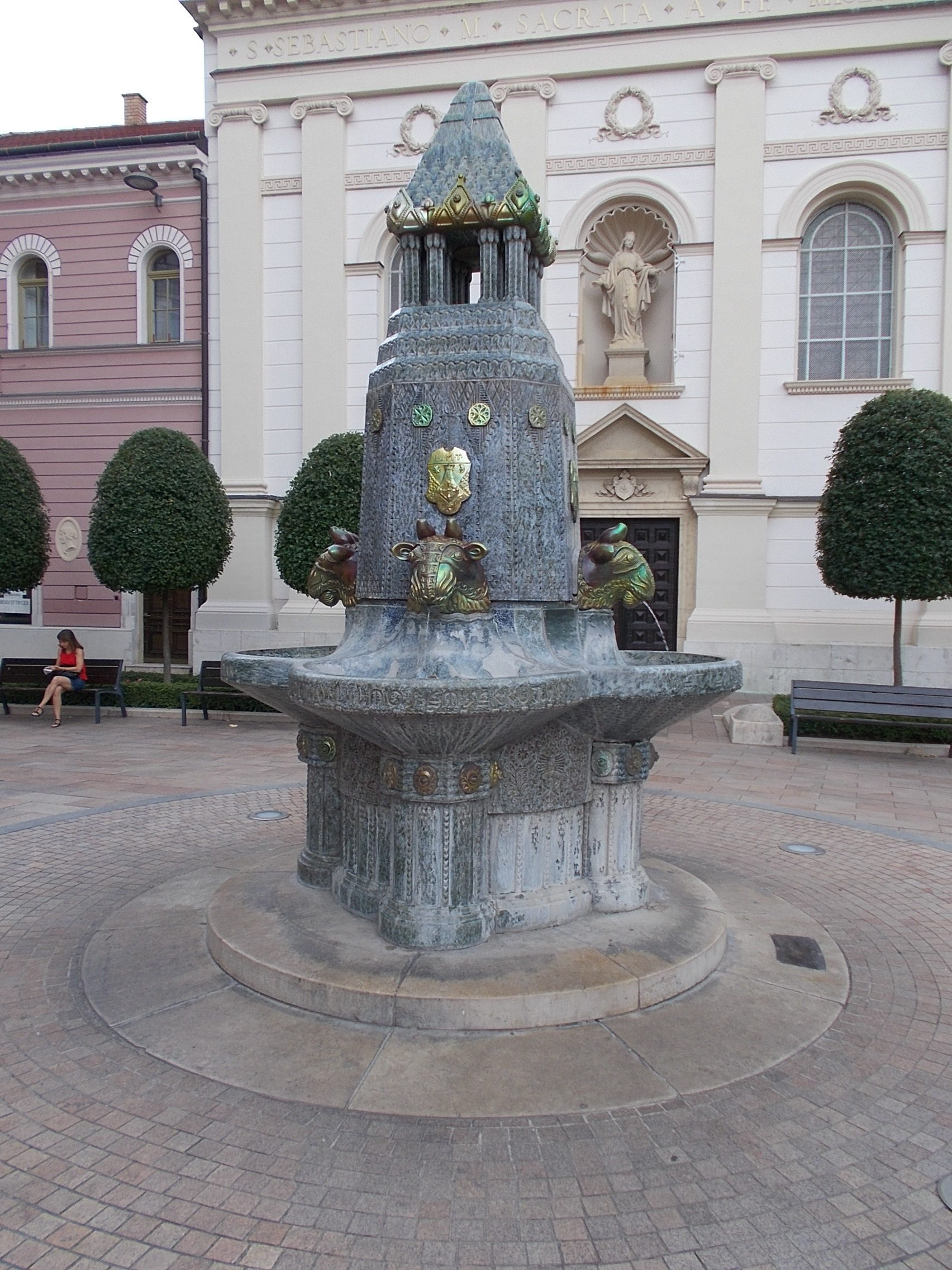
Zsolnay-fontein te Pécs, Széchenyi tér.

Vilmos Zsolnay (Pécs, 19 april 1828-ibidem, 23 maart 1900) was een Hongaars ondernemer en keramist. Hij was de zoon van Miklós Zsolnay, die in 1856 in Pécs een aardewerkfabriek oprichtte. In eerste instantie produceerde de fabriek alleen eenvoudig aardewerk, terracotta ornamenten voor in de tuin en waterleidingpijpen. 
Toen Vilmos Zsolnay in 1865 het bedrijf overnam van zijn oudere broer begon hij met de productie van decoratief aardewerk. De ontwerpen waren beïnvloed door archeologische vondsten uit het bronzen tijdperk en Hongaarse folklore, maar ook door Japans, Perzisch en Turks keramiek. In 1878 nam de Zsolnay fabriek deel aan Exposition Universelle in Parijs en won een Grand Prix voor hun collectie faience. In de laatste jaren van de 19e eeuw werd de stijl van het Zsolnay keramiek sterk beïnvloed door de Secession-beweging, een afsplitsing binnen de art nouveau. 
Onder leiding van het Zsolnay ontwikkelde de fabriek een aantal nieuwe technieken en materialen, zoals een iriserend glazuur en het vorstbestendige materiaal pyrograniet, dat gebruikt kon worden voor de productie van geglazuurde dakpannen en tegels die aan de buitenkant van gebouwen konden worden aangebracht. Zsolnay werkte samen met de Hongaarse architect Ödön Lechner, die gekleurde tegels in zijn gebouwen gebruikte om een 'Hongaars' effect te bereiken. 
Na de dood van Vilmos Zsolnay nam zijn zoon Vilmos Zsolnay junior de leiding van de fabriek over.